# Claudirene Cézar
Claudirene María Cézar (ur. 7 lipca 1985) – brazylijska judoczka.
Startowała w Pucharze Świata w latach 2002, 2004, 2007, 2008, 2011, 2013 i 2014. Triumfatorka igrzysk Ameryki Południowej w 2014, druga w 2006, a także pierwsza w drużynie w 2006. Wicemistrzyni panamerykańska w 2005 i 2009. Brązowa medalistka Uniwersjady w 2011 roku. Trzykrotnie na podium mistrzostw Ameryki Południowej.